# Otto Joachim Løvenskiold
Otto Joachim Løvenskiold (14. maj 1811 på Fossum Jernværk i Telemarken – 4. august 1882  på Lille Frogner i Kristiania) var en norsk dommer og politiker, der var stortingsrepræsentant og borgmester i Kristiania samt fra 1854 til sin død højesteretsdommer. 
Otto Joachim Løvenskiold var søn af godsejer Severin Løvenskiold på Fossum og Hedevig Sophie født komtesse Knuth og således ældre bror til Leopold Herman Severin Løvenskiold. Han blev 18. september 1837 gift i Sem i Jarlsberg med Julie Caroline Helene Wedel-Jarlsberg. Hans første hustru døde 1. januar 1840 efter at  have født en søn, og i 1845 blev Løvenskiold gift i Fredrikshald med Eleonore Mansbach. En søn fra første ægteskab var den senere statsminister Carl Otto Løvenskiold.
Efter at have fuldført sine juridiske studier i 1834 var Otto Joachim Løvenskiold advokatfuldmægtig, protokolsekretær i Høyesterett og konstitueret stiftsoverretsassessor i perioden 1835-40. I 1846 var han auditør i artilleribrigaden, og året efter ekspeditionssekretær i Finans- og tolddepartementet. I perioden 1869-76 var han ordfører i Kristiania, og årene 1871-79 var han blandt representanterne for Kristiania på Stortinget.